# Chloroclystis tumefacta
Chloroclystis muscosa là một loài bướm đêm trong họ Geometridae.